# New Alresford
New Alresford is een civil parish in het bestuurlijke gebied Winchester, in het Engelse graafschap Hampshire met 5431 inwoners.